# Kärntorn

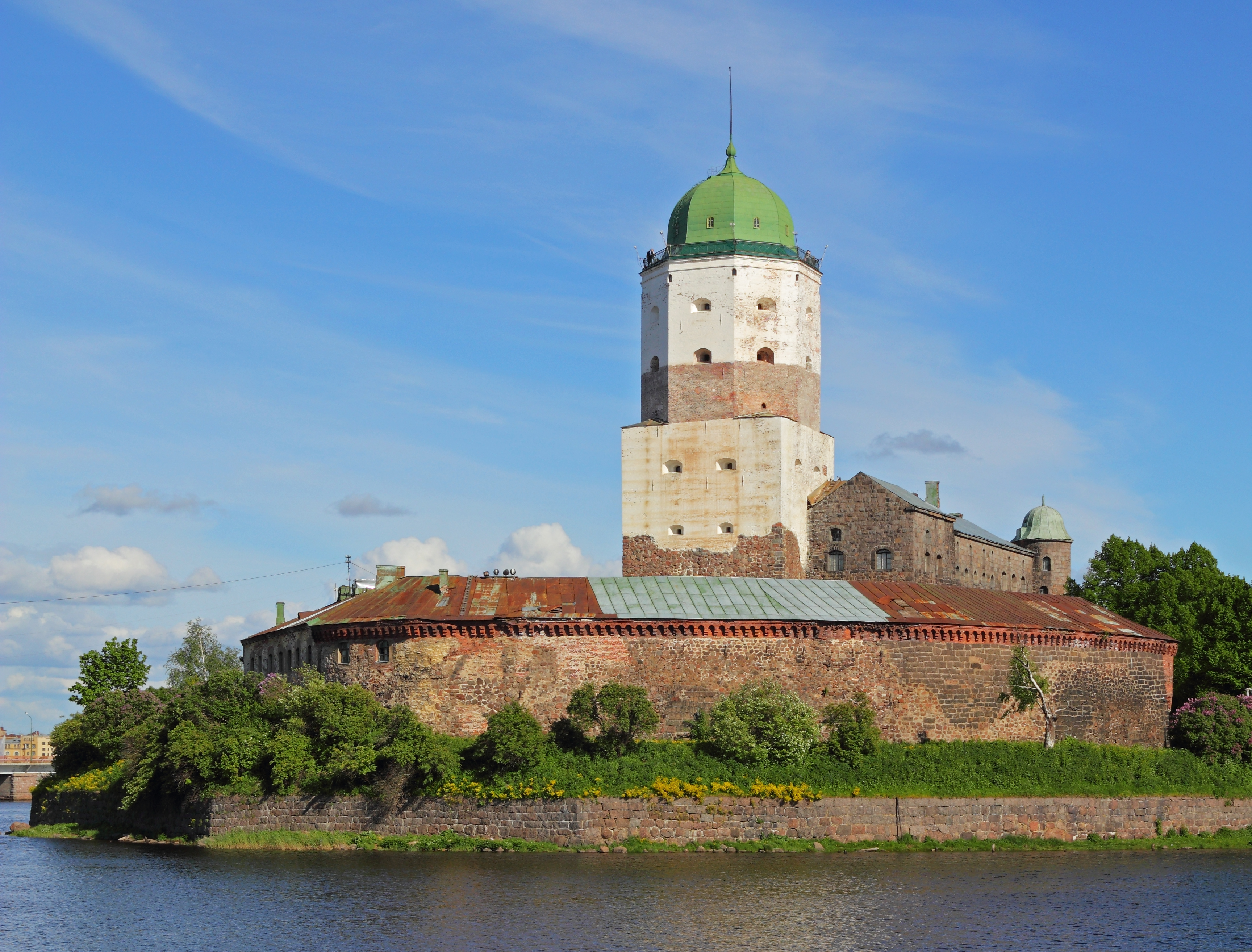
Viborgs slott med kärntornet Sankt Olofstornet.

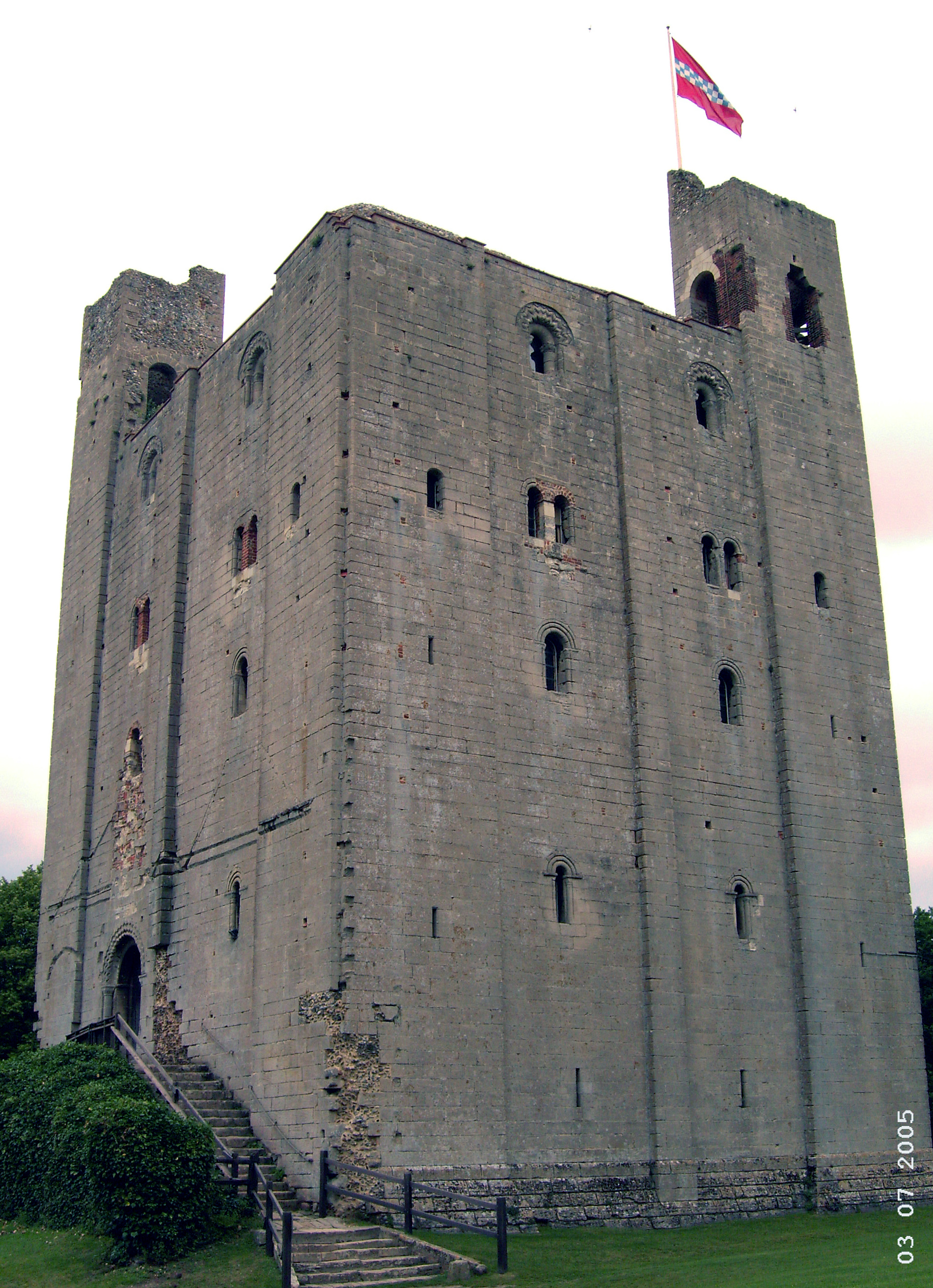
Brittisk keep, kärntornet i Hedingham castle.

Kärntorn är ett centralt försvars- och bostadstorn i en medeltida borg.
Ursprunget till den medeltida borgens kärntorn var ett kraftigt försvarstorn, en så kallad kastal, utan någon omkringbyggd borg. Den fransk-normandiska urtypen kallas donjon, den engelska ibland med ett mer sentida uttryck för keep.
En välbevarad donjon är den i Houdan, några mil väster om Paris, som stod färdig 1137. Det bäst kända exemplet på en keep är Towern i London.
I Sverige har ofta barfred och franska begreppet beffroi (engelska belfry, tyska belfried, bergfried) använts.  På tyska kan det användas dels om ett centralt försvarstorn men även om rörligt belägringstorn och härstammar möjligen via medellågtyskans berchvrede genom omtolkning från grekiskans pyrgos phoretos (torn som kan bäras). I Sverige användes begreppet  dels om bostadsdelen av befästningen, dels om ett porttorn, där bostadsdelen ofta var inrymd.. Orden beffroi och barfred har troligen helt olika ursprung.
Exempel på kärntorn är Kärnan i Helsingborg som i princip fick sitt nuvarande utseende omkring 1320, Slottet Tre Kronor och Kalmar slott.
I delar av västra Sverige och Norge kan en barfred eller barfrö syfta på en överbyggnad över förstukvisten på en så kallad barfröstuga.